# Ludvika kommunvapen

Att beskriva den silverne delen av skölden som en "bandvis ställd ström" betyder samma sak som om man hade skrivit "medelst vågskuror bildad balk".

Ludvika kommunvapen innehåller en ström och en blixt (en så kallad "antik åska") med syftning på Ludvika ström och kraftutvinningen. Liljorna kommer från släkterna Lillies och Cedercreutz vapen, båda hade liljor i sina vapen och båda har spelat en stor roll för Ludvika bruks historia och därmed framväxten av orten Ludvika.

## Blasonering
Blasonering: På blått fält en bandvis ställd ström av silver, belagd med en antik åska av fältets färg samt åtföljd på vardera sidan av en lilja av guld.

## Bakgrund
Vapnet fastställdes av Kungl. Maj:t (regeringen) för Ludvika stad den 30 januari 1920; Ludvika hade blivit stad året innan.
Vapnet hade föreslagits av Erik Falk och justerats något av Riksheraldikerämbetet innan fastställelsen. Ludvika bruk hade under en tid på 1600-talet varit förlänat åt Axel Lillie och friköptes 1726 från kronan av Jonas Cedercreutz, som hade arrenderat och varit patron på bruket sedan 1700. På 1700-talet var bruket Dalarnas största järnbruk och visade i sin stämpel en förenklad form av det cedercreutzska vapnet. Bruket drevs med vattenkraft från Ludvika ström och stömmen och blixten passade även för den under 1900-talet moderna industrin kring ASEA.
När den moderna kommunen hade bildats 1971 bestämdes att den skulle överta stadsvapnet och det registrerades hos PRV år 1974, enligt de nya regler för skydd av svenska kommunvapen som då hade börjat gälla.

## Vapen för tidigare kommuner inom den nuvarande kommunen
Som brukligt var i Dalarna hade samtliga de tidigare landskommuner som kom att ingå i den nya kommunen egna vapen. Giltigheten av dessa upphörde vid kommunsammanslagningarna.

### Grangärde
Grangärde var egen socken redan på medeltiden och hade en gran (eller i alla fall ett träd) i sitt sigill på 1600-talet, men om detta är en riktig tolkning av ortnamnet är inte lätt att veta. Trots allt tyckte man att det passade när vapnet för Grangärde landskommun skulle utformas, och det fastställdes av Kungl. Maj:t den 22 juni 1944 med följande blasonering: "I fält av silver tre bjälkvis ordnade gröna granar över en med tre järnmärken av silver belagd grön stam". Stammen med järnmärkena lades till som en symbol för järnmalmsproduktionen och för att tydligare skilja vapnet från Hedemora stadsvapen.

### Ludvika landskommun
Det vapen som fastställdes för Ludvika landskommun av Kungl. Maj:t den 11 februari 1944 hade följande blasonering: "I av grönt och guld kluvet fält ett treberg av motsatta tinkturer och däröver i det högra fältet två korslagda facklor av guld och i det vänstra en grön gran". Ludvika socken avsöndrades från Grangärde 1863. Det fanns inga gamla symboler för området när vapnet skulle komponeras, varför man skapade ett helt nytt vapen. Facklorna skall stå för gruvindustrin, granen för Grangärde och treberget för den kuperade terrängen.

### Säfsnäs
Säfsnäs landskommuns vapen fastställdes av Kungl. Maj:t den 22 juni 1945 med följande blasonering: "Kluven av svart, vari en framifrån sedd räckhammare av guld med svart skafthål, och guld, vari en svart smidestång." Säfsnäs var länge glest bebyggt, det tillhörde tidigare Nås och blev först 1748 egen socken. Redan från 1721 hade dock järnbruksverksamhet tagits upp i trakten, vilket på grund av avsaknad av sigill eller andra äldre symboler för socknen fick avspeglas i vapnet.

Grangärde landskommun (1944-1970)
Ludvika landskommun (1944-1963)
Säfsnäs landskommun (1945-1970)